# 23587 Abukumado
23587 Abukumado è un asteroide della fascia principale. Scoperto nel 1995, presenta un'orbita caratterizzata da un semiasse maggiore pari a 2,3122642 UA e da un'eccentricità di 0,2182269, inclinata di 7,53731° rispetto all'eclittica.